# Casino Royale (roman)
Casino Royale is het eerste boek over James Bond. Het werd door Ian Fleming geschreven. Het verscheen in 1953 en was meteen een groot verkoopsucces. Ian Fleming zou het verhaal geïnspireerd hebben op een eigen ervaring tijdens de Tweede Wereldoorlog in het casino van Estoril in Portugal. Hier zou hij poker hebben gespeeld tegen Duitse agenten, en verloren hebben.
Het boek werd drie keer verfilmd. In 1954 werd er door Amerikaanse televisie, 'Climax!', een korte televisiefilm van gemaakt. In 1967 werd het boek gebruikt als basis voor een James Bondparodie die gedeeltelijk iets met het oorspronkelijke verhaal te maken had. De eerste officiële Bondfilm met deze titel kwam uit op 17 november 2006. De Engelse acteur Daniel Craig nam hierin de rol van de geheim agent over van Pierce Brosnan, wiens contract na vier Bondfilms niet werd verlengd. Deze film kan gezien worden als een zogenaamde 'reboot': in deze film wordt onder meer getoond hoe 007 aan zijn vergunning om te doden komt.

## Verhaal
Le Chiffre, een agent van SMERSH in Frankrijk, is in ernstige moeilijkheden gekomen omdat hij gelden van zijn meesters heeft verduisterd, en gaat hierom proberen om snel aan veel geld te komen door baccarat te spelen in het casino in de (fictieve) stad Royale-les-Eaux. De Britse MI6 stuurt speciaal agent 007, James Bond naar het casino in de hoop dat deze Le Chiffre failliet zal doen gaan. Bond krijgt hulp van zijn oude vriend René Mathis, van de Franse geheime dienst, en maakt er ook kennis met CIA-agent Felix Leiter. Vesper Lynd, een boekhoudster van MI6, moet erop toezien dat Bond op verantwoorde wijze met het geld omspringt. Bond is hier in eerste instantie niet gelukkig mee. Le Chiffre is echter goed geïnformeerd, en laat al snel een bomaanslag op Bond plegen, die nog maar net mislukt.
Bij het spel moet Bond een grote gok nemen, wat er uiteindelijk toe leidt dat hij bankroet gaat. Leiter biedt hem echter financiële steun, waarna Bond weer mee kan doen. Tijdens het spel probeert een handlanger van Le Chiffre Bond te bedreigen, maar Bond is de man te slim af. Uiteindelijk wint hij het spel.
Le Chiffre laat Bond en Vesper ontvoeren. Hij wil het geld terug, en martelt Bond door hem met een mattenklopper tegen zijn edele delen te slaan. Bonds leven wordt gered door een agent van SMERSH, die de fraudeur Le Chiffre doodschiet. Omdat de spion geen opdracht heeft gehad Bond te vermoorden laat hij Bond leven, maar hij kerft wel een hoofdletter Ш (verwijzend naar het Russisch voor "spion": шпион) in Bonds hand.
Terwijl Bond in het ziekenhuis herstelt, wordt hij regelmatig door Vesper bezocht. Bond begint te beseffen dat hij verliefd op haar is, en overweegt om ontslag te nemen en met Vesper te gaan leven. Als hij is opgeknapt gaan ze samen op een vakantie aan de kust. Op een dag wordt Vesper echter doodsbang als ze een man ziet met een oogklep, Adolph Gettler, die hen lijkt te schaduwen. De volgende ochtend blijkt Vesper zelfmoord gepleegd te hebben. In haar afscheidsbrief onthult ze dat ze een dubbelagente was voor de MVD, omdat SMERSH haar minnaar gegijzeld had en haar daarmee chanteerde. Beseffend dat haar vriend waarschijnlijk al dood was had ze gehoopt om met Bond een nieuw leven te beginnen, maar de komst van Gettler wees erop dat SMERSH haar weer zou vinden, en dat Bond nu ook gevaar zou lopen. Bond besluit hierop om in dienst te blijven, zodat hij weet dat hij SMERSH kan blijven bestrijden. Vervolgens meldt hij dat Vesper een dubbelagente was, waarbij hij ijskoud zegt: "The bitch is dead." ("Die rotmeid is dood.")

## Verschillen boek en film (2006)
- In de roman vertelt Bond René Mathis over zijn eerste twee moorden: een Japanner en een Noor. In de film zijn het een Brit (Dryden) en zijn contactman (Fisher).
- De scènes op Madagaskar, de Bahama's en het vliegveld van Miami komen in de roman niet voor. Solange Dimitrios komt uit het korte verhaal 007 in New York.
- SMERSJ is vervangen door de organisatie van Mr. White genaamd Quantum.
- Le Chiffres achtergrond is totaal anders. Ook verliest hij zijn geld hier anders: in de roman stak hij het in bordelen, vlak voordat prostitutie verboden werd; in de film verliest hij het door het verlopen van zijn putopties.
- In de roman ligt het casino in Frankrijk in plaats van in Montenegro.
- Vesper werkt in de film voor het ministerie van Financiën in plaats van voor MI6. Haar sterfscène is gewelddadiger.
- In de roman kenden Mathis en Bond elkaar al, en was Mathis geen (vermoedelijke) verrader.
- Baccarat is vervangen door poker.
- In plaats van een zelfmoordaanslag door twee Bulgaren wordt Bond aangevallen door twee Oegandese terroristen.
- In de roman wordt Bond gemarteld met een mattenklopper; in de film met de knoop van een dik touw.
- Gettler wordt in de roman niet gedood.

## Nederlandse vertalingen
- Casino Royale; Bruna, 1961.
- Casino Royale; Bruna, 1964 - Zwarte Beertjes #352.
- Casino Royale; Bruna, 1978.
- Casino Royale; Bruna, 1984.
- James Bond 007: Casino Royale; Bruna, 1991.
- Casino Royale; Just Publishers, 2015.
- Casino Royale (Er is maar één James Bond); HarperCollins, 2022.